# Сомапрада (Бреша)
Сомапрада је насеље у Италији у округу Бреша, региону Ломбардија.
Према процени из 2011. у насељу је живело 52 становника. Насеље се налази на надморској висини од 1057 м.